# Petzita
La petzita és un mineral de la classe dels sulfurs que rep el seu nom del farmacèutic, químic i col·leccionista de minerals hongarès Karl Wilhelm Petz (1811-1873), qui el va descobrir el 1845, fent-ne la primera anàlisi d'aquest mineral.

## Característiques
La petzita és un mineral de la classe dels minerals sulfurs, un tel·lurur anhidre d'argent i or, amb major proporció de cations de metalls que d'anions de tel·lurur. La seva composició química és Ag₃AuTe₂. És un mineral de color blanc o gris plata. Forma cristalls isomètrics. A més dels elements de la seva fórmula, sol portar com impureses: mercuri i coure. Malgrat la seva raresa és molt buscada en els jaciments que pot aparèixer, pel valor dels metalls que conté, sent extret en moltes mines per tot el món.
Segons la classificació de Nickel-Strunz, la petzita pertany a «02.BA: sulfurs metàl·lics amb proporció M:S > 1:1 (principalment 2:1) amb coure, argent i/o or» juntament amb els següents minerals: calcocita, djurleita, geerita, roxbyita, anilita, digenita, bornita, bellidoita, berzelianita, athabascaïta, umangita, rickardita, weissita, acantita, mckinstryita, stromeyerita, jalpaïta, selenojalpaïta, eucairita, aguilarita, naumannita, cervel·leïta, hessita, chenguodaita, henryita, stützita, argirodita, canfieldita, putzita, fischesserita, penzhinita, petrovskaïta, uytenbogaardtita, bezsmertnovita, bilibinskita i bogdanovita.

## Formació i jaciments
Es forma al costat d'altres minerals tel·lururs en vetes dels jaciments d'or, dipositada per activitat hidrotermal. Està usualment associada amb minerals rars del tel·luri i l'or i sovint amb argent, mercuri i coure: or, hessita, silvanita, krennerita, calaverita, altaïta, montbrayita, melonita, frohbergita, tetradimita, rickardita, vulcanita o pirita. Als territoris de parla catalana ha estat descrita als voltants del monestir de Poblet (Vimbodí i Poblet, Conca de Barberà).